# Dempo Timur
Dempo Timur is een bestuurslaag in het regentschap Pamekasan van de provincie Oost-Java, Indonesië. Dempo Timur telt 4094 inwoners (volkstelling 2010).